# Große Halle des Volkes

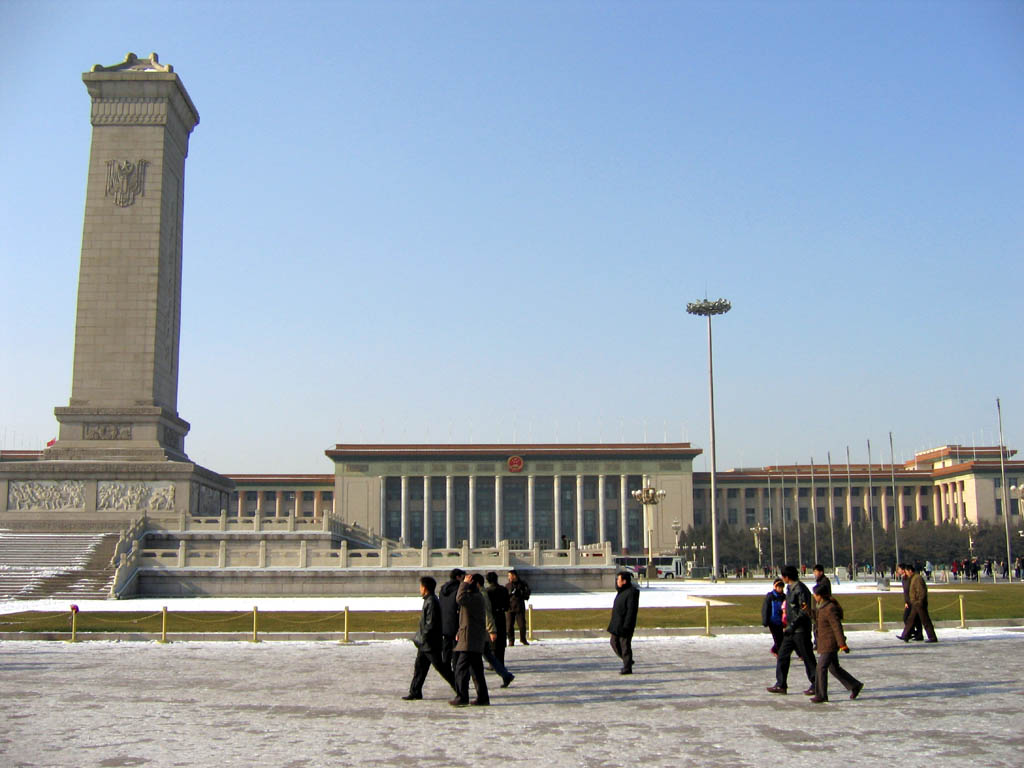
Große Halle des Volkes

Die Große Halle des Volkes (chinesisch 人民大會堂 / 人民大会堂, Pinyin Rénmín Dàhuìtáng – „Volkskongresshalle“) ist eines der symbolträchtigsten Bauwerke in Peking (VR China). Das im neoklassizistischen Stil gehaltene Bauwerk nach einem Entwurf von Zhang Bo befindet sich an der Westseite des Tian’anmen-Platzes und dient der chinesischen Führung als Empfangsort für Staatsgäste und Veranstaltungsstätte für nationale Feierlichkeiten.

## Beschreibung

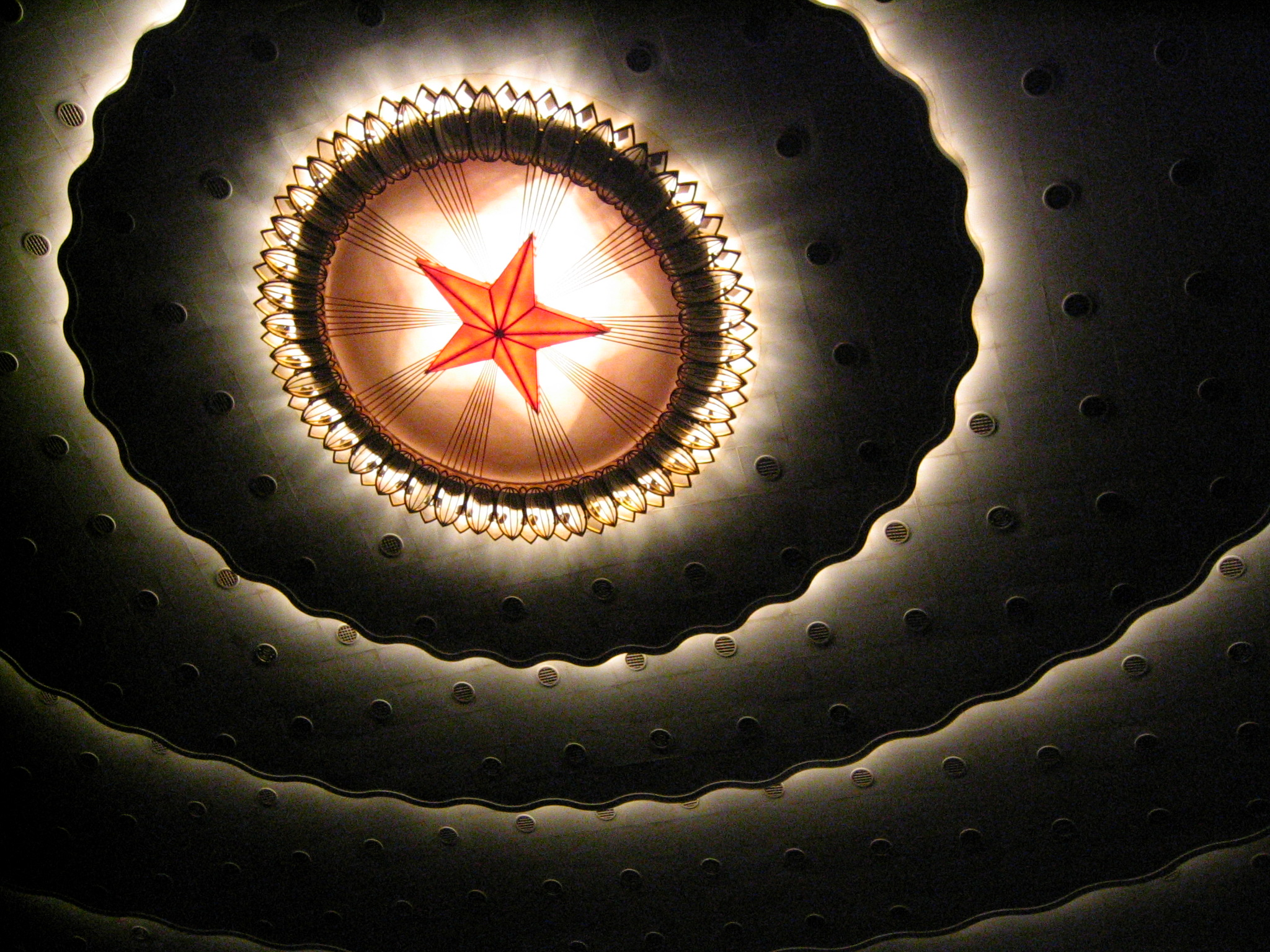
Stern in der Decke des Kongresssaals

Die Halle des Volkes wurde von Oktober 1958 bis August 1959 während des Großen Sprungs nach vorn in nur zehnmonatiger Bauzeit als eines der „Zehn Großen Gebäude“ (“十大建筑”; Pinyin: Shí Dà Jiànzhù) im Stil des „sozialistischen Klassizismus“ zum zehnten Gründungstag der Volksrepublik errichtet. Ihr Dach ist mit gelben und grünen glasierten Ziegeln bedeckt. Der Haupteingang ist mit dem Staatswappen versehen und zum Platz hin gerichtet. Am Eingang befinden sich zwölf jeweils 25 Meter hohe hellgraue Marmorsäulen.
Das 170.000 Quadratmeter große Bauwerk enthält über 300 Säle und Büroräume. Jeder Saal ist nach einer Verwaltungseinheit benannt und nach dem jeweiligen lokalen Stil eingerichtet. Der größte Raum ist der westlich gelegene Kongresssaal, der auf 76 mal 60 Metern Fläche mehr als 10.000 Plätze bietet. In ihm findet neben den Parteitagen der kommunistischen Partei Chinas auch das alljährliche Treffen des Nationalen Volkskongresses statt. Der nächstgrößte Raum ist die Banketthalle mit über 5000 Plätzen, die sich im Norden der Großen Halle befindet. Die Büroräume des Ständigen Ausschuss des Nationalen Volkskongresses befinden sich im Süden des Bauwerks.
Jedes Jahr im März findet in der Großen Halle des Volkes die gemeinsame Sitzung der Politischen Konsultativkonferenz des chinesischen Volkes und des Nationalen Volkskongresses statt, um Prinzipien der zukünftigen Politik zu besprechen.
Die Große Halle des Volkes ist seit der dritten Renminbi-Serie auf Banknoten der Volksrepublik China abgebildet. Sie war auf der Rückseite der damals höchsten Banknote, des 10-Yuan-Scheines abgebildet. In der aktuellen fünften Serie erscheint sie in Rot auf der Rückseite der derzeit höchsten Note, des 100-Yuan-Scheines.
Das erste kommerzielle Popkonzert in der Großen Halle des Volkes fand am 11. August 2006 statt. Es wurde von Richie Jen und Huang Pin-Yuan, zwei taiwanischen Künstlern, veranstaltet.

## Planungen
Planungen sehen eine Erneuerung der Großen Halle des Volkes vor, um den Energieverbrauch um 20 % zu senken. Die Arbeiten sollen in drei bis fünf Jahren abgeschlossen sein und sind Teil eines großangelegten Renovierungsplans in Chinas Hauptstadt.